# Antonio González (taekwondo)
Antonio González (30 de octubre de 1966) es un deportista puertorriqueño que compitió en taekwondo. Ganó una medalla en los Juegos Panamericanos de 1987 y cinco medallas en el Campeonato Panamericano de Taekwondo entre los años 1986 y 2002.

## Palmarés internacional
| Juegos Panamericanos    | Juegos Panamericanos              | Juegos Panamericanos | Juegos Panamericanos |
| Año                     | Lugar                             | Medalla              | Categoría            |
| ----------------------- | --------------------------------- | -------------------- | -------------------- |
| 1987                    | Indianápolis (Estados Unidos)     | Medalla de bronce    | –76 kg               |
| Campeonato Panamericano |                                   |                      |                      |
| Año                     | Lugar                             | Medalla              | Categoría            |
| 1986                    | Guayaquil (Ecuador)               | Medalla de bronce    | –76 kg               |
| 1988                    | Lima (Perú)                       | Medalla de plata     | –83 kg               |
| 1990                    | Bayamón (Puerto Rico)             | Medalla de bronce    | +83 kg               |
| 1992                    | Colorado Springs (Estados Unidos) | Medalla de oro       | +83 kg               |
| 2002                    | Quito (Ecuador)                   | Medalla de bronce    | +84 kg               |